# Andri Peer
Andri Peer (* 19. Dezember 1921 in Sent; † 2. Juni 1985 in Winterthur) war ein Schweizer Schriftsteller.

## Leben
Andri Peer wurde im 1921 schweizerischen Unterengadin geboren. Seine Mutter Silva Peer-Wieser war mit Tina Truog-Saluz befreundet. Er besuchte das Lehrerseminar in Chur und studierte in Zürich und Paris romanische Sprachen und Literaturen. Er promovierte mit der Dissertation Die Terminologie des Bauernhauses in romanisch Bünden. Seit 1952 wirkte er an der Kantonsschule Winterthur als Lehrer für Französisch und Italienisch. Dazu war er Lehrbeauftragter für rätoromanische Sprache und Literatur an der Universität Zürich. Er war Vorstandsmitglied des rätoromanischen und des schweizerischen Schriftstellerverbandes und Präsident des P.E.N.-Clubs der italienischen und der rätoromanischen Schweiz. Für verschiedene Zeitungen und Zeitschriften hauptsächlich in der deutschen Schweiz publizierte Peer zahlreiche Artikel über die zeitgenössische Literatur in rätoromanischer, italienischer und französischer Sprache.
Andri Peer begann 1943 zu veröffentlichen: 1945 publizierte er eine erste Erzählung in deutscher Sprache Erinnerungen an einen Wilderer in der Zeitschrift Schweizer Spiegel, 1946 erschien die erste Gedicht-Sammlung La trais-cha dal temp und 1947 die ersten drei Erzählungen in rätoromanischer Sprache in der Reihe Chasa paterna. Bis 1985 verfasste Peer Gedichte ausschliesslich in Rätoromanisch, eine Auswahl davon übertrug er in Zusammenarbeit mit Dichtern der jeweils anderen Sprachen ins Deutsche, Italienische und Französische, unter anderem mit Herbert Meier, Giorgio Orelli und André Imer. Erzählungen und einzelne Hörspiele publizierte er auch in deutscher Sprache. Peer schrieb zudem Beiträge für Radio und Fernsehen, und auf verschiedenen Vortragsreisen im In- und Ausland präsentierte er sein Schaffen. Andri Peer starb 1985 in Winterthur. Sein Nachlass befindet sich im Schweizerischen Literaturarchiv in Bern. Sein Bruder Oscar Peer war Schriftsteller, Philologe und Mittelschullehrer. 

## Werke
Deutschsprachige Werke und Gedichtsammlungen mit synoptischer deutschsprachiger Übersetzung:
- Sgrafits. Rätoromanische Gedichte. Mit deutscher Übertragung von Urs Oberlin. Rascher, Zürich 1959.
- Drei Gedichte. Hürlimann, Zürich 1962.
- Weihnachten in Carolina. Vier Weihnachtsgeschichten. Reinhardt, Basel 1966.
- Erzählungen. Gute Schriften, Zürich 1968.
- Jener Nachmittag in Poschiavo. Erzählungen aus Graubünden. Reinhardt, Basel 1974.
- Die Zündschnur. Schweizerisches Jugendschriftenwerk, Zürich 1978.
- Refügi. Gedichte. Rätoromanisch und deutsch. Wado, Zürich 1980.
- Poesias = Gedichte. Deutsch von Herbert Meier. Desertina, Disentis 1988.
- Andri Peer e ses temp en documents audiovisuals istorics. CD und DVD mit Interviews, Gedichtrecitationen, Hörspielen und Literaturkritik 1947–1982 aus den Archiven von Radio e Televisiun Rumantscha, hrsg. Annetta Ganzoni, Bern, BN / ASL 2008.
- Essais, correspundenza e critica 1947-1994, hrsg. Dumenic Andry, Renzo Caduff, Annetta Ganzoni & Clà Riatsch, Romanica Raetica 19, Chur, Societad Retorumantscha 2011.
- Prosa 1945-1985. Zweisprachige Ausgabe. Eine Auswahl von Erzählungen und Kurzprosa in rätoromanischer und deutscher Sprache, hrsg. Annetta Ganzoni. Chur, Chasa Editura Rumantscha 2016.